# 卡尔·路德维希·布卢默

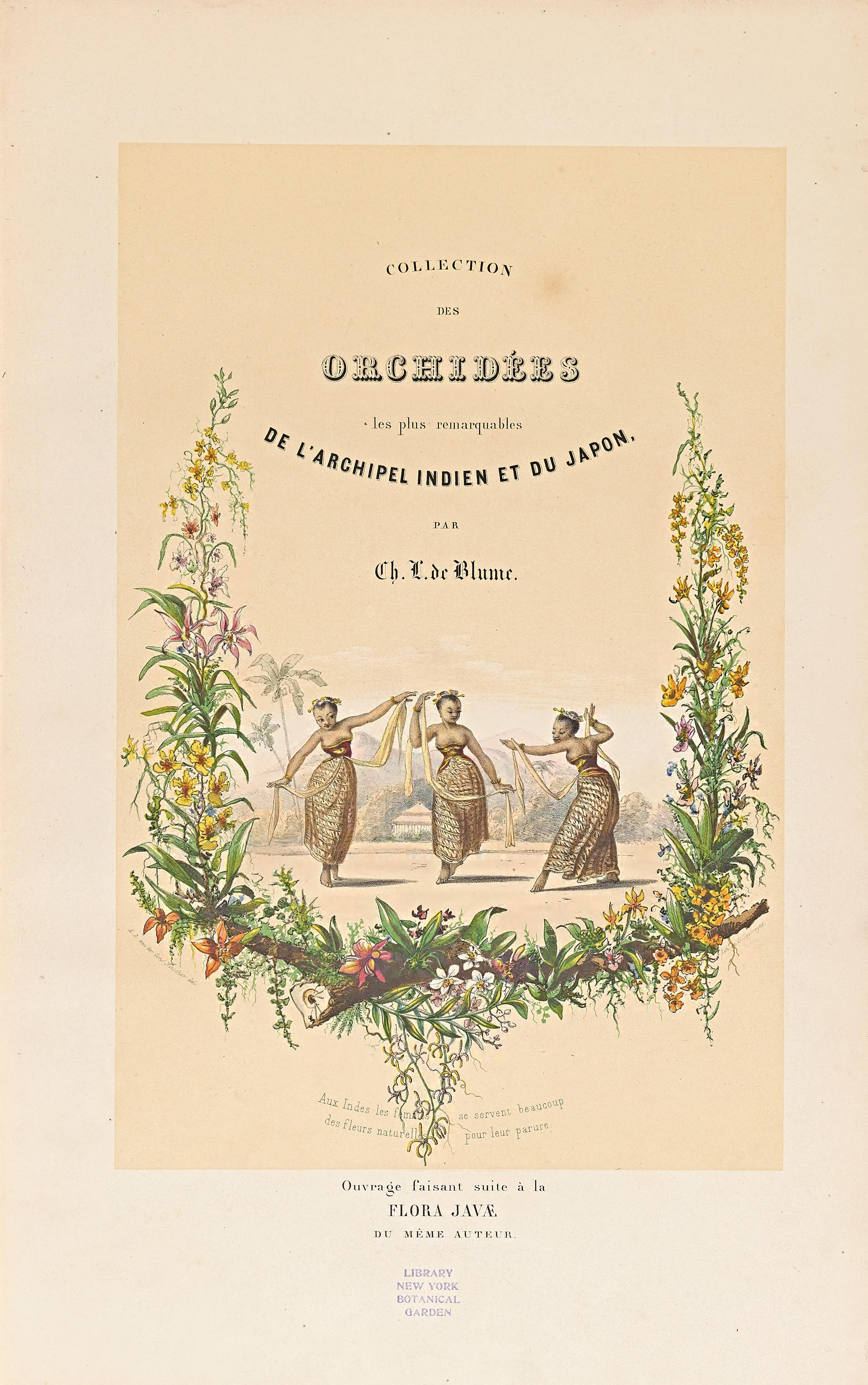
布卢默著作《日本和印度群岛的兰花主要品种》的封面

卡尔·路德维希·冯·布卢默（德語：Karl Ludwig von Blume，1796年6月9日—1862年2月3日）为德国与荷兰植物学家。
他出生于德国的不伦瑞克，毕业于莱顿大学。他一生几乎都是在荷兰和荷属东印度群岛度过的。他曾是荷兰莱顿植物标本馆的馆长。
他曾经长期研究东南亚的植物，尤其对当时属于荷兰殖民地的爪哇的植物有很深的研究。从1823年至1826年，他曾担任爪哇茂物植物园的农业部副主任。1855年，他被选为瑞典皇家科学院外籍院士。
荷兰国家植物标本馆的刊物以他命名为《布卢默－植物分类学与植物地理学杂志》。

## 著作
- Carl Ludwig Blume: Bijdragen tot de flora van Nederlandsch Indië …. 1825-1827 on Botanicus （页面存档备份，存于）
- Carl Ludwig Blume: Enumeratio plantarum Javae et insularum adjacentium. 1827-1828.
- Carl Ludwig Blume & J. B. Fischer: Flora Javae nec non insularum adjacentium …. 1828-1851.
- Carl Ludwig Blume: Rumphia, sive commentationes botanicae imprimis de plantis Indiae orientalis …. 1836-1849 (4 volumes with 170 illustrations)
- Carl Ludwig Blume: Museum botanicum Lugduno-Batavum …. 1849-1857 on Botanicus （页面存档备份，存于）

## 所命名的分類
（列表可能不完整）
- 3个卡尔·路德维希·布卢姆命名的生物分类